# Sacramento (Minas Gerais)
Sacramento é um município brasileiro do estado de Minas Gerais, na microrregião de Araxá. Localiza-se a uma latitude 19º51'55" sul e a uma longitude 47º26'24" oeste, estando a uma altitude de 832 metros. Sua população recenseada em 2022 (segundo o IBGE) era de 26 670 habitantes. Possui uma área de 3.073,26844 km² e sua densidade demográfica é de 8,7 habitantes por quilômetro quadrado.

## História
A região de Sacramento, encaixada entre o Triângulo Mineiro e o Alto Paranaíba e conhecida como sertão da farinha podre, teve como primeiros habitantes indígenas pertencentes a etnias como araxás e caiapós. No século XVIII, a área também foi povoada por quilombos, fundados por negros escravizados fugidos das jazidas de ouro.
Os primeiros exploradores a penetrar nessa área foram os bandeirantes que se dirigiam a Goiás para procurar pedras preciosas.
Após tentativas falhas de colonização ao longo de décadas, devido à resistência dos indígenas, a região de Sacramento só começou a ser povoada por volta de 1760, com a fixação de colonos oriundos de vilas mineiras como Pitangui, Itapecerica e São João del-Rei. Muitos desses pioneiros foram os fundadores do povoado do Desemboque, que floresceu devido à mineração de ouro, estando localizado em Goiás.
Em 1766, foi criado o Julgado de Nossa Senhora do Desterro do Desemboque, cujas regras de controle fiscal do ouro eram menos rigorosas, assim trazendo mais colonos oriundos de Minas Gerais.
Com a decadência da mineração no Desemboque, nas primeiras décadas do século XIX muitos de seus habitantes deixaram o povoado, desbravando e se fixando em outras regiões do Triângulo Mineiro e Alto Paranaíba, fundando povoados que hoje são cidades como Uberaba, Uberlândia e Sacramento.
Em 1816, a região do Triângulo Mineiro, o que inclui o atual município de Sacramento, foi incorporada a Minas Gerais.
Em 1819, o Cônego Hermógenes Cassimiro de Araújo Brunswick, grande desbravador do Triângulo Mineiro, recebeu a Fazenda Borá de seu pai, o qual a comprou naquele mesmo ano de uma tal Maria ausente. Em 24 de agosto de 1820, o cônego doou terras de sua propriedade para a construção de uma capela em louvor ao Santíssimo Sacramento, ao redor da qual foram sendo construída residências, assim surgindo o povoado do Santíssimo Sacramento, atual cidade de Sacramento.
A Lei nº 804, de 3 de julho de 1857, elevou o povoado de Santíssimo Sacramento à condição de Freguesia.
A freguesia foi elevada à condição de vila, desmembrando-se de Araxá, por meio da Lei nº 1.637, de 13 de setembro de 1870. Santíssimo Sacramento recebeu o título de cidade com a Lei nº 2.216, de 3 de junho de 1876. Posteriormente, o município teria seu nome simplificado para Sacramento.
O desenvolvimento de Sacramento teve como base a agricultura e a pecuária e foi alavancado na década de 1880, pela inauguração da estação da Mogiana e a chegada da cafeicultura. Um sistema de bondes foi instalado em 1913, ligando o centro da cidade à estação ferroviária, e a Usina Hidrelétrica Cajuru foi inaugurada. Imigrantes europeus, sobretudo italianos, se fixaram na região, trazendo o progresso por meio da criação de casas comerciais de vários ramos e do desenvolvimento das indústrias de arroz e café.
No século XXI, a agricultura mantém-se como principal setor da economia municipal, mas novas indústrias se fixaram na cidade, como madeireiras e uma fábrica de bolsas e acessórios.

## Geografia
O município de Sacramento está localizado na região sudoeste do estado de Minas Gerais, encaixado entre o Alto Paranaíba e o Triângulo Mineiro. Possui uma área total de 3.071 km². Tem como latitude 19:61:55, longitude 47:26:25 e altitude 850 m.
Seus limites são os municípios de Perdizes a norte, Araxá e Tapira a nordeste, São Roque de Minas e Delfinópolis a sudeste, Ibiraci a sul, os paulistas Pedregulho e Rifaina a sudoeste, Conquista e Uberaba a oeste e Nova Ponte e Santa Juliana a noroeste.

### Dados demográficos
Segundo o censo demográfico do IBGE de 2010, o município possuía uma população de 23.896 habitantes, dos quais 12.129 correspondiam ao gênero masculino e 11.767 ao gênero feminino. A distribuição étnica por autodeclaração apontou 14.400 (60,26%) brancos, 7.418 (31,04%) pardos, 1.716 (7,18%) pretos e 362 (1,51%) amarelos. No que se refere às expressões religiosas, Sacramento se destaca como uma cidade tradicionalmente católica com uma expressiva população espírita, religiões que correspondem respectivamente a 75,5% e 11,8% dos moradores do município. As denominações evangélicas ocupam o terceiro lugar com 8,9%, seguidos das pessoas sem religião 2,9%, Testemunhas de Jeová 0,74% e pessoas que professam religiões afro-brasileiras ou de múltiplo pertencimento 0,5%.

### Clima
Segundo dados da estação meteorológica automática do Instituto Nacional de Meteorologia (INMET) no município, em operação desde agosto de 2006, a menor temperatura registrada em Sacramento foi de 2 °C em 7 de julho de 2019 e a maior atingiu 38,2 °C em 15 de outubro de 2014. O maior acumulado de precipitação em 24 horas chegou a 111,2 mm em 26 de novembro de 2017. Outros acumulados iguais ou superiores a 100 mm foram 110 mm em 20 de maio de 2017 (fora do período chuvoso) e 100,2 mm em 5 de dezembro de 2016. A maior rajada de vento alcançou 24 m/s (86,4 km/h) em 17 de setembro de 2013. O menor índice de umidade relativa do ar (URA) foi de 10% em setembro de 2011 (nos dias 4, 5, 6 e 7) e ainda em 23 de agosto de 2015 e 13 de agosto de 2018.
| Dados climatológicos para Sacramento                                                               | Dados climatológicos para Sacramento | Dados climatológicos para Sacramento | Dados climatológicos para Sacramento | Dados climatológicos para Sacramento | Dados climatológicos para Sacramento | Dados climatológicos para Sacramento | Dados climatológicos para Sacramento | Dados climatológicos para Sacramento | Dados climatológicos para Sacramento | Dados climatológicos para Sacramento | Dados climatológicos para Sacramento | Dados climatológicos para Sacramento | Dados climatológicos para Sacramento |
| Mês                                                                                                | Jan                                  | Fev                                  | Mar                                  | Abr                                  | Mai                                  | Jun                                  | Jul                                  | Ago                                  | Set                                  | Out                                  | Nov                                  | Dez                                  | Ano                                  |
| -------------------------------------------------------------------------------------------------- | ------------------------------------ | ------------------------------------ | ------------------------------------ | ------------------------------------ | ------------------------------------ | ------------------------------------ | ------------------------------------ | ------------------------------------ | ------------------------------------ | ------------------------------------ | ------------------------------------ | ------------------------------------ | ------------------------------------ |
| Temperatura máxima recorde (°C)                                                                    | 34,4                                 | 34,7                                 | 33,7                                 | 32,7                                 | 30,6                                 | 30,2                                 | 30,7                                 | 33,8                                 | 37                                   | 38,2                                 | 34,4                                 | 34,1                                 | 38,2                                 |
| Temperatura máxima média (°C)                                                                      | 30,1                                 | 31                                   | 30,5                                 | 29,2                                 | 27,4                                 | 26,2                                 | 26,2                                 | 26,9                                 | 28,1                                 | 29,3                                 | 29,7                                 | 29,7                                 | 28,7                                 |
| Temperatura mínima média (°C)                                                                      | 20,6                                 | 20,6                                 | 20,3                                 | 19,1                                 | 16,6                                 | 14,5                                 | 14,1                                 | 13,5                                 | 16,5                                 | 18,4                                 | 19,4                                 | 20,2                                 | 17,8                                 |
| Temperatura mínima recorde (°C)                                                                    | 15,3                                 | 15,9                                 | 14,7                                 | 10,4                                 | 4,3                                  | 4,3                                  | 2                                    | 4,7                                  | 6,9                                  | 10,2                                 | 11,4                                 | 12,1                                 | 2                                    |
| Precipitação (mm)                                                                                  | 314,6                                | 223,9                                | 192,3                                | 97,8                                 | 53,8                                 | 17,9                                 | 16,2                                 | 19                                   | 69,3                                 | 126                                  | 211,4                                | 288                                  | 1 630,2                              |
| Fonte: Jornal do Tempo (médias de temperatura) e EMBRAPA (médias de precipitação)                  |                                      |                                      |                                      |                                      |                                      |                                      |                                      |                                      |                                      |                                      |                                      |                                      |                                      |
| Fonte 2: Instituto Nacional de Meteorologia (INMET) (recordes de temperatura: 19/08/2006-presente) |                                      |                                      |                                      |                                      |                                      |                                      |                                      |                                      |                                      |                                      |                                      |                                      |                                      |

## Turismo
O município integra o circuito turístico da Canastra.

### Parque Nacional da Serra da Canastra
O Parque Nacional da Serra da Canastra é situado na região sudoeste do Estado, nos municípios de Sacramento, Delfinópolis e São Roque de Minas. O parque abriga a nascente do rio São Francisco, no Vale dos Cândidos. Criado através de Decreto Federal nº 70.355, em 1972, o Parque, com 71.525 ha, possui esse nome devido à semelhança apresentada pelo imenso chapadão que, ao ser avistado de longe, parece ter a forma de uma canastra ou baú.
No Canastra há, ainda, ocorrência dos campos de altitude, uma variação do cerrado, com capões de mata nas grotas e vales. Este tipo de vegetação é habitat natural de espécies como o cachorro-do-mato, veado-campeiro, ema, siriema, codorna, perdiz, gavião, curiango e coruja. Nas partes mais altas é possível visualizar o lobo-guará e o tamanduá-bandeira, espécies raras e ameaçadas de extinção.

### Gruta dos Palhares
A Gruta dos Palhares é considerada a maior gruta de arenito das Américas. Ramificando-se em outros compartimentos, tem uma profundidade explorada de aproximadamente 450 metros que, por questão de segurança, só pode ser visitada ou estudada com autorização especial. A formação rochosa é de arenito Botucatu, e sua descoberta deu-se na metade do século XIX. A área de visitação é rica de belezas naturais, com sua altura de 22 metros, abrigando em cada dobra da rocha centenas de ninhos de maritacas, papagaios, andorinhas e outras aves que ali encontram tranquilidade para reprodução.

## Filhos ilustres
- Carolina Maria de Jesus, escritora;
- Eurípedes Barsanulfo, educador e médium;
- Lima Duarte, ator;
- Vítor Coelho, padre.